# Newag
Newag è una società per azioni polacca, con sede a Nowy Sącz, che si occupa di produzione, manutenzione e ammodernamento di rotabili ferroviari e tranviari.

## Storia

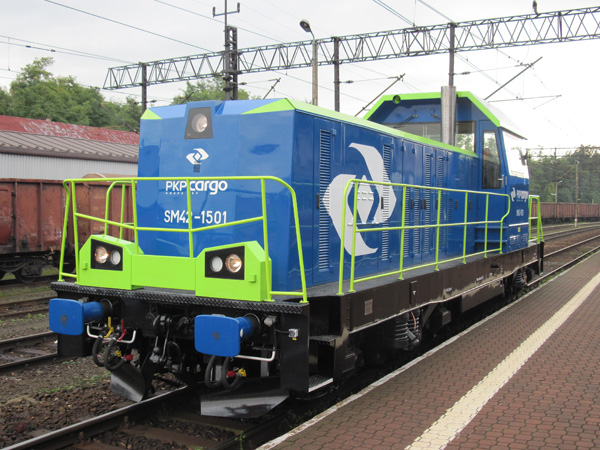
Locomotiva Diesel 6Dg

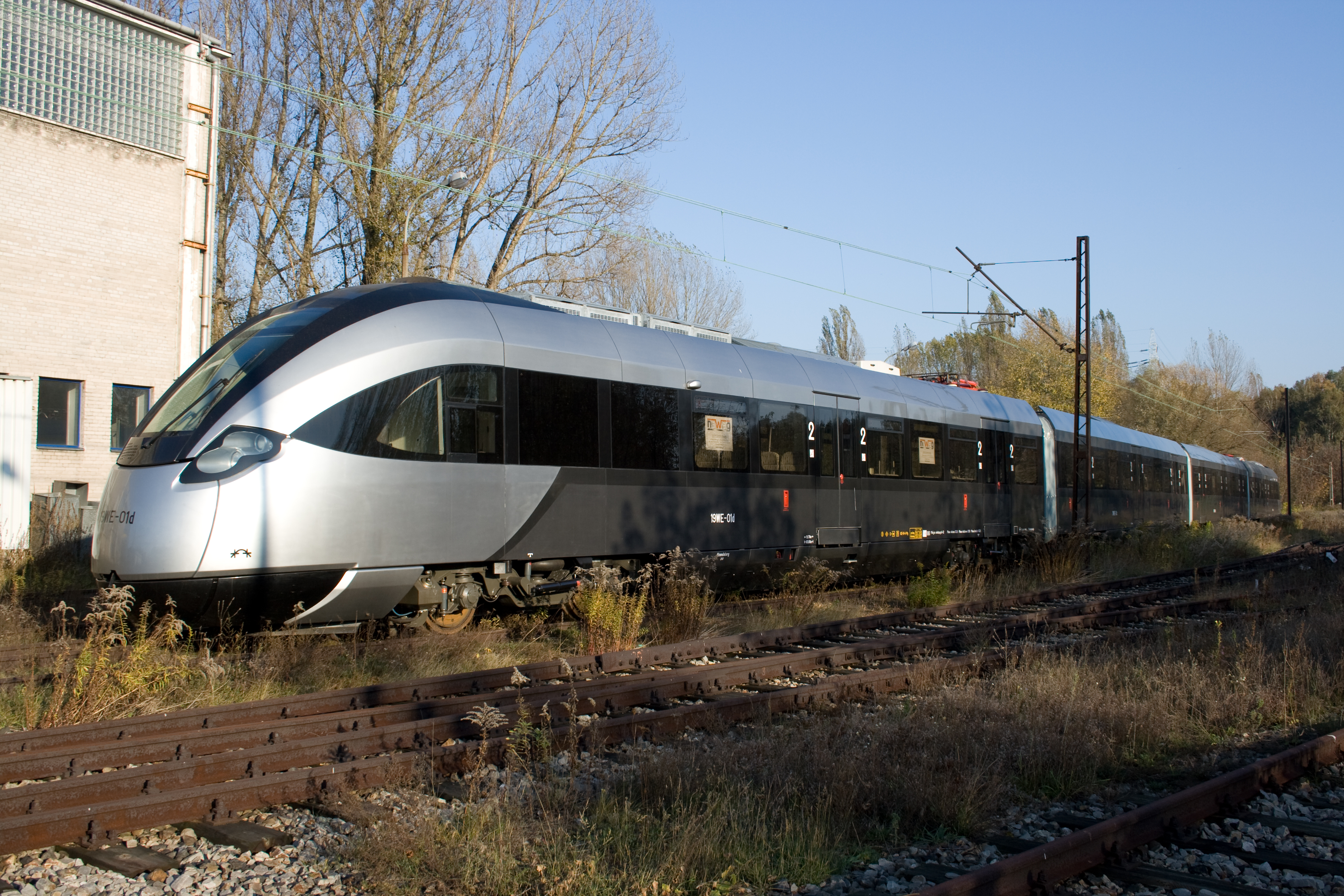
Newag 19WE

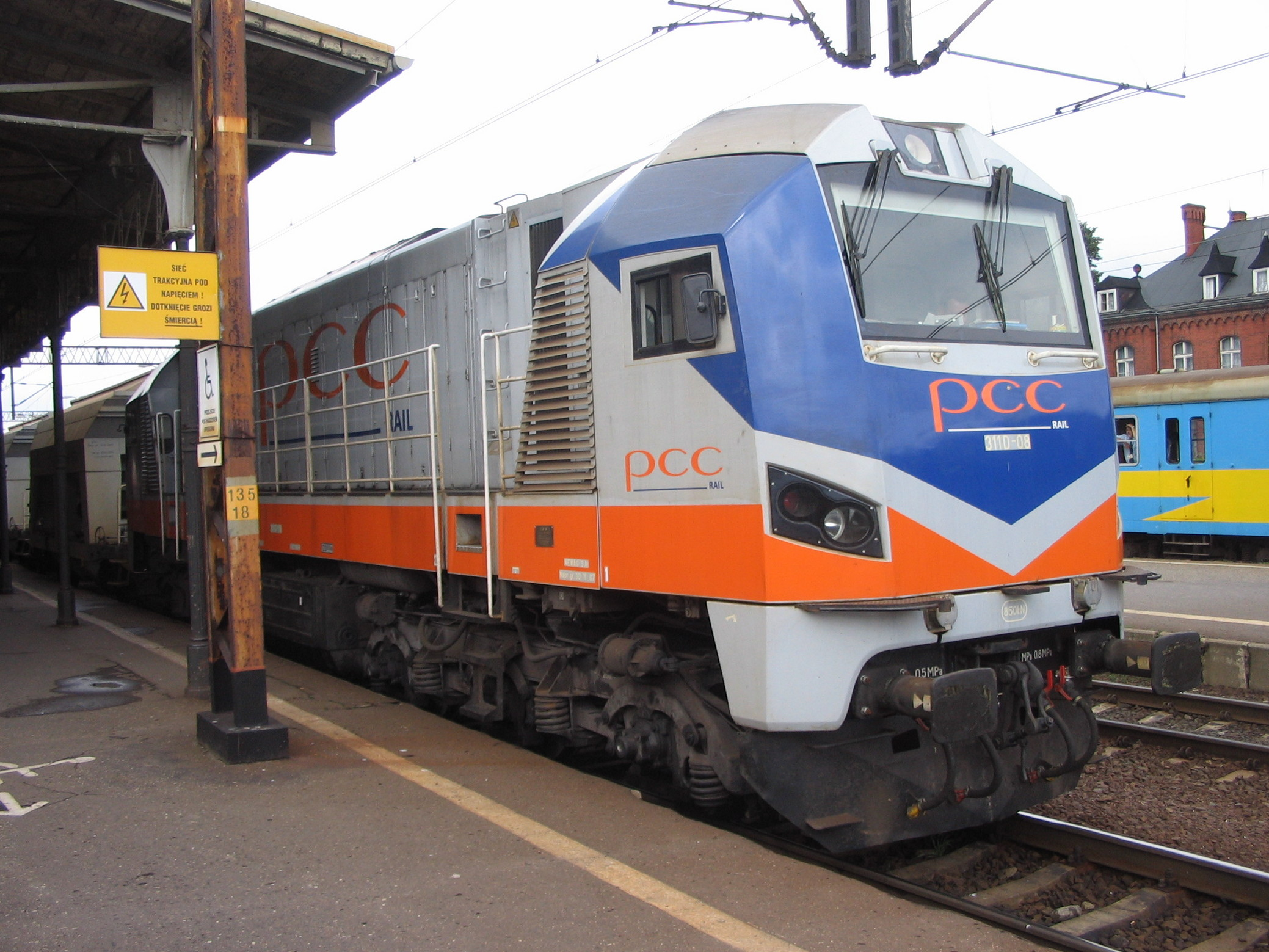
PKP class ST40. Ammodernamento delle vecchie locomotive M62 polacche

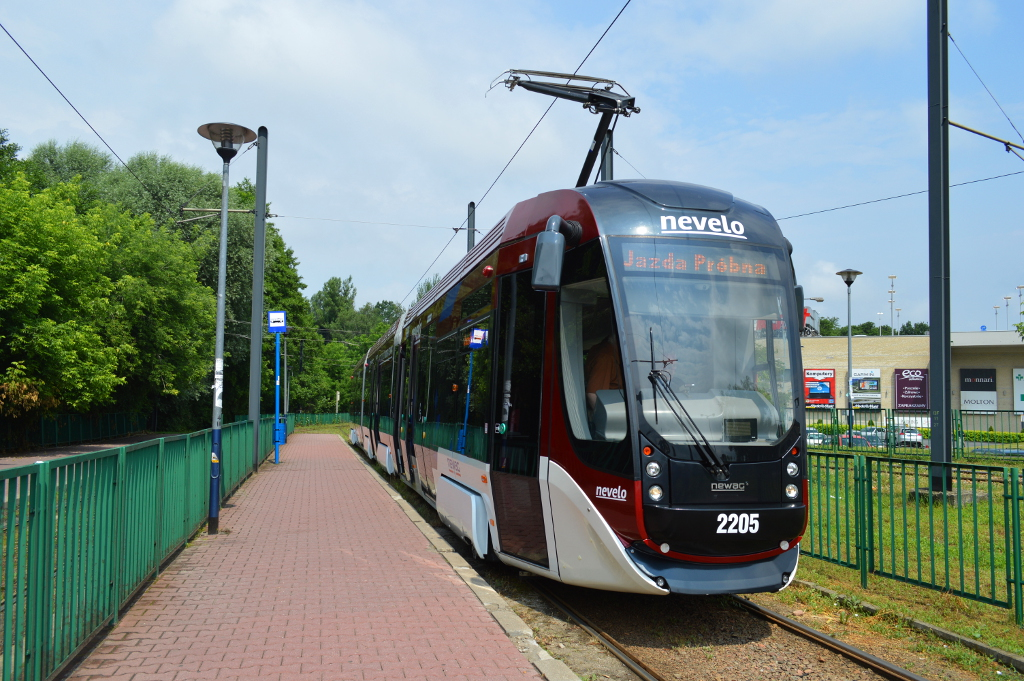
Moderno tram Nevelo 126N in sperimentazione a Cracovia

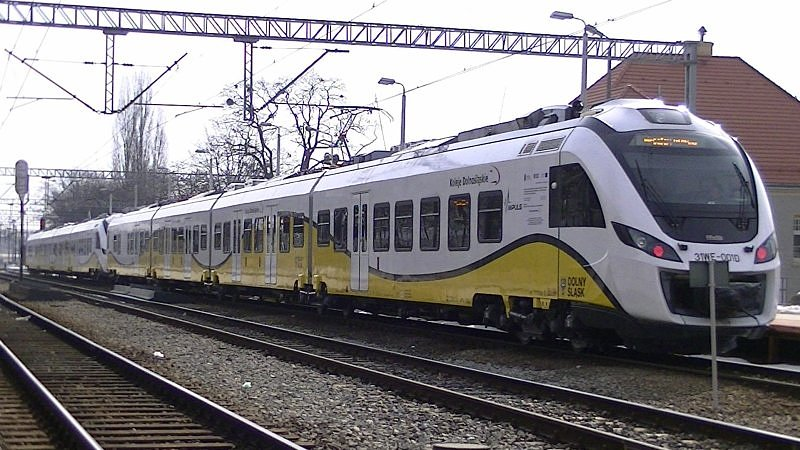
Elettrotreno Newag 31WE

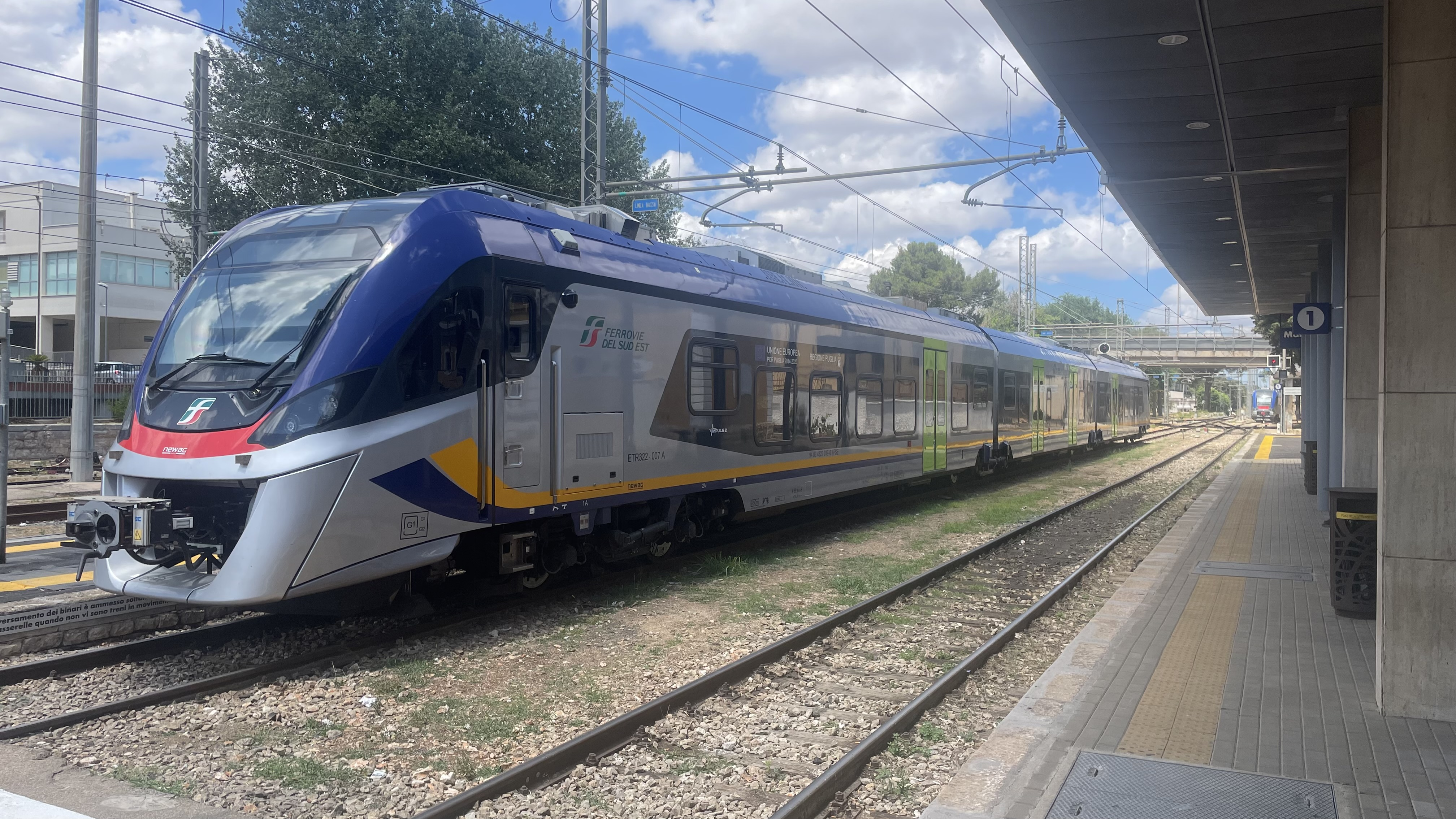
Elettrotreno modello 36WEb (ETR 322) delle Ferrovie del Sud Est in livrea DPR

Nel 1876, durante la dominazione austroungarica, venne fondata come officina ferroviaria a servizio della nuova ferrovia Tarnowsko-Leluchowska. Negli anni tra il 1880 e il 1912 gli impianti vennero gradualmente estesi e, allo scoppio della prima guerra mondiale, in parte adibiti alla riparazione e alla produzione di treni blindati per le esigenze belliche dell'impero austro-ungarico. Dopo la prima guerra mondiale venne rifondata come officina di primo livello a servizio delle PKP, le ferrovie statali della Polonia giungendo ad impiegare 1800 unità lavorative nel 1922 suddivise nei tre comparti produttivi di materiale ferroviario, motoristico e di auto.
L'occupazione tedesca, dal 1939, portò ad un ampliamento di impianti e forza lavoro ma con la ritirata, nel 1945, vennero trafugati o distrutti la maggior parte delle attrezzature e degli edifici.
Dopo il secondo conflitto mondiale e la nascita della repubblica fu prima nazionalizzata e successivamente resa indipendente dalle ferrovie statali assumendo il nome di Zakłady Naprawcze Taboru Kolejowego "Nowy Sącz" w Nowym Sączu, Przedsiębiorstwo Państwowe Wyodrębnione. La sua forza lavoro raggiunse le 3.500 unità nel 1952. La produzione e la riparazione di locomotive a vapore ebbe termine nel 1972; nello stesso anno venne approntata una linea di riparazione e produzione di locomotive Diesel. 
In seguito al crollo del comunismo, nel 1989, la fabbrica venne "privatizzata" rimanendo tuttavia sotto il controllo dello stato. Alla fine del 1994 il Ministero ne dispose la conversione in società con socio unico la Tesoreria dello Stato. Intorno al 2001 le condizioni finanziarie della società erano tuttavia entrate in grosse difficoltà a causa del basso numero di ordinativi per cui venne acquisita da investitori privati nel 2003. L'attuale denominazione venne acquisita a partire dal 2005.
Nel 2012 la fabbrica ha prodotto il primo rotabile ad azionamento elettronico a piano ribassato (serie 35WE) e il primo tram 126N Nevelo. Nel corso del 2013, l'elettrotreno 31WE ha raggiunta la velocità di 211,6 km/h stabilendo un record per veicoli progettati e prodotti esclusivamente in Polonia.
Il 5 dicembre 2013 Newag ha debuttato sulla Borsa di Varsavia collocando azioni rappresentanti il 43,47% del proprio capitale sociale.

## Newag in Italia

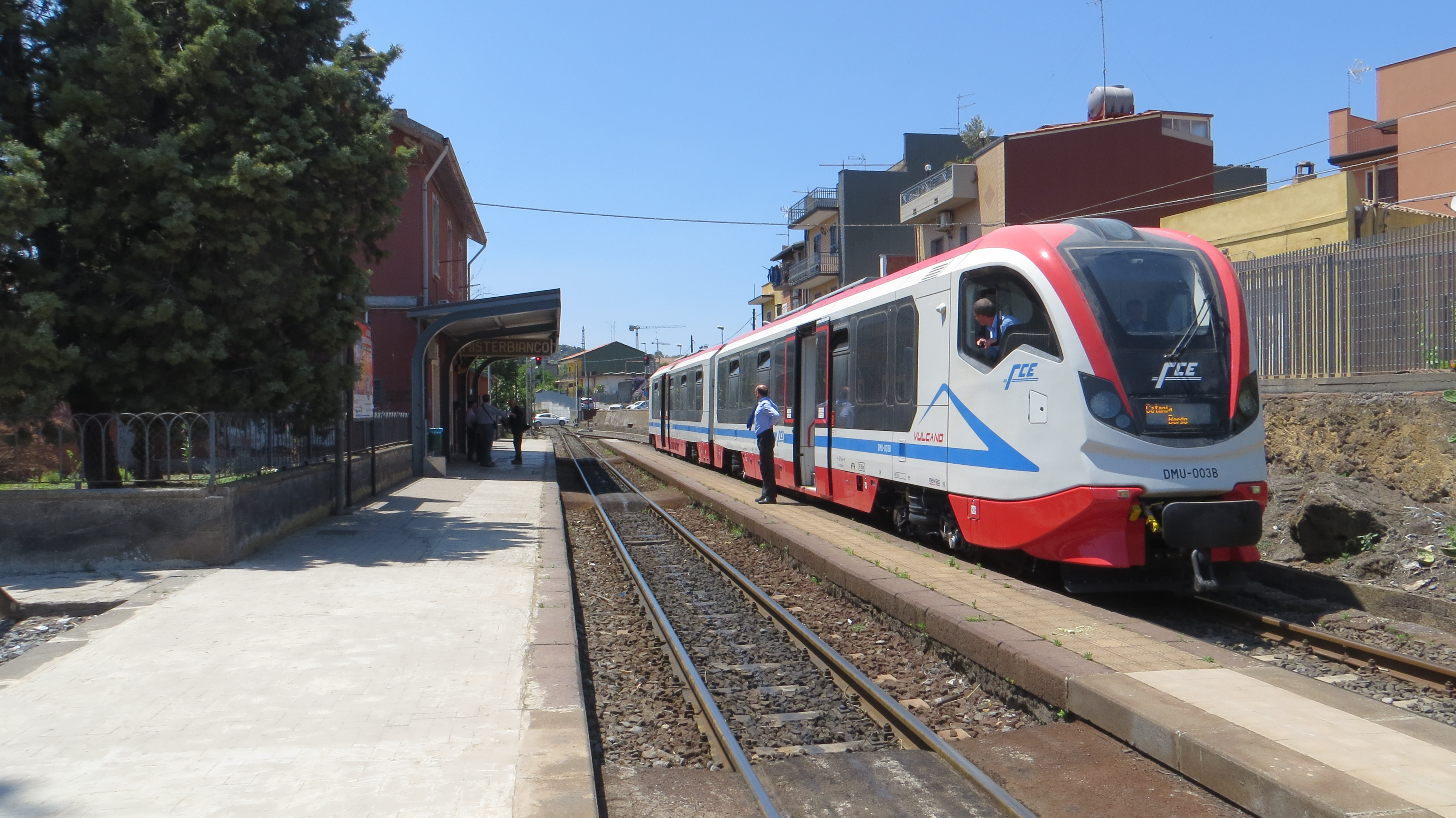
Il DMU 003 (appartenente alla serie "Vulcano", DMU 001-004), a scartamento ridotto per la Ferrovia Circumetnea.

Il 2013 fu l'anno in cui la società intraprese un piano di esportazione dei suoi prodotti in Italia. Venne posta attenzione alla procedura di liquidazione della ex-Costamasnaga allo scopo di acquisirne alcuni ordini inevasi (nel mese di settembre 2013 vennero acquisiti i progetti delle DMU previste per la FCE) con l'intento di costituire un polo di manutenzione e post-vendita nel territorio italiano. Il 3 dicembre 2013, la società polacca siglava presso il Ministero delle Infrastrutture e dei Trasporti italiano il suo primo contratto di esportazione per la fornitura di quattro complessi automotori diesel alla Ferrovia Circumetnea di Catania. La produzione dei nuovi convogli del valore complessivo di 14,8 milioni venne avviata in Polonia presso lo stabilimento di Nowy Sącz con un'opzione per la fornitura di altri sei complessi entro i quattro anni successivi per un costo complessivo di 40 milioni di euro. Il contratto esecutivo venne firmato da Zbigniew Konieczek, presidente della Newag SA, e dall'ingegnere Virginio Di Giambattista, Direttore Generale del TPR-Ministero dei Trasporti.
Il 10 dicembre del 2015 la Newag concluse un accordo quadro per la fornitura di 15 EMU serie Impuls II alle Ferrovie del Sud Est; il contratto era il secondo acquisito in Italia. 
Il 19 dicembre 2015, la presentazione ufficiale degli autotreni serie "Vulcano" a Catania, presso la stazione di Catania Borgo della ferrovia Circumetnea (nella quale era presente il presidente Zbigniew Koniecsek, oltre alle autorità locali) rappresentò una data importante per la Newag, trattandosi di fatto dell'ingresso dell'azienda nel mercato italiano.

## La produzione di Newag

### Elettromotrici
Basandosi sull'esperienza acquisita durante la ristrutturazione dei vetusti convogli EN57 ed EN71, l'azienda decise di incominciare la produzione in proprio di convogli dedicati al trasporto suburbano e regionale, iniziando con il 14WE, acquistato in 8 esemplari dalla SKM Varsavia, prodotto dal riciclaggio di alcuni elementi degli EN57.
Il primo convoglio del tutto nuovo è il 19WE, simile al precedente, acquistato in 4 esemplari sempre dalla SKM Varsavia. Nel 2011 è iniziata la produzione del primo treno a pavimento semi-ribassato, il 35WE "Impuls",composto da 6 carrozze e destinato a SKM Varsavia.
Nel 2013 sono stati ordinati in tutto oltre 23 esemplari della famiglia "Impuls", tra cui 10 35WE, 10 31WE, 2 37WE e un 36WE.
Nello stesso anno, a dicembre, un 31 WE destinato alla Bassa Slesia ha battuto il record di velocità mai raggiunta da un convoglio prodotto interamente in Polonia, ossia 211,6 km/h sulla linea CMK.
Il 10 dicembre 2015 le Ferrovie del Sud Est hanno siglato un contratto per una prima fornitura di 5 complessi EMU della serie "Impuls II" a tre casse entro il 2016; la fornitura fa parte di un accordo per la costruzione di 11 unità, le prime 5 distribuite nel 2019 in livrea originaria rosso-nero e le ultime 6 tra il 2020 il 2021 in livrea DPR.

### Automotrici
Sono state prodotte in totale 10 unità, destinate alle Ferrovie della Masovia (KM), alle Ferrovie della Pomerania e alle Ferrovie Regionali PKP.
Quattro unità binate della serie denominata "Vulcano" sono state consegnate alla FCE; la prima unità ha raggiunto il deposito locomotive di Catania Borgo il 2 dicembre del 2015, la seconda DMU è giunta al porto di Catania il 12 dicembre. Le ulteriori due unità sono state consegnate a gennaio e a giugno 2016.

### Locomotori
La ditta offre due tipi di locomotiva: la Griffin a 4 assi e la Dragon a 6 assi, in versione sia elettrica che diesel.

### Treni per la metropolitana
25 (su 35 totali) Inspiro destinati alla metropolitana di Varsavia sono montati in uno stabilimento dedicato.

### Tram
Nel marzo 2012 Newag presentò il prototipo del suo primo tram denominato Nevelo. Il tram fu testato dalla società di trasporti urbani di Cracovia dal 22 giugno 2013.
.

## Controversie
Alla conferenza OhMyH@ck tenutasi a Varsavia il 5 dicembre 2023, gli informatici del gruppo di hacker etici Dragon Sector hanno rivelato di aver fatto un reverse engineering del software integrato dei convogli elettrici Newag 45WE Impuls dopo che l'operatore Koleje Dolnośląskie aveva riscontrato una serie di misteriosi guasti durante la manutenzione eseguita dalla ditta Serwis Pojazdów Szynowych (SPS), che aveva in carico la manutenzione dei convogli dopo la scadenza del precedente affidamento alla stessa Newag. Secondo Newag, i problemi erano causati dall'imperizia di SPS, e i treni avrebbero dovuto essere invece manutenuti da Newag.
L'analisi del software ha rivelato che i computer integrati dei treni erano programmati per bloccarsi e visualizzare falsi messaggi di errore, impedendo il funzionamento del treno se un rilevatore GPS avesse segnalato che il veicolo si trovava per un certo numero di giorni presso un centro di manutenzione di un'azienda di riparazione indipendente, oppure se fossero stati utilizzati pezzi di ricambio con numeri di serie non approvati dal produttore.
Un'indagine condotta con l'aiuto dell'Ufficio polacco dei trasporti ferroviari e di CERT Polska ha rivelato che i blocchi software potevano essere aggirati premendo una sequenza di tasti, non ufficialmente documentata, nella cabina di guida del treno; un successivo aggiornamento software ha rimosso questa possibilità. Il gruppo Dragon Sector ha analizzato 29 treni appartenenti a Koleje Dolnośląskie, nonché ad altri operatori coinvolti come Koleje Mazowieckie, SKM Warszawa, WKD e Polregio, 24 dei quali presentavano condizioni che portavano al blocco del treno con la segnalazione di falsi errori. Dopo che questi risultati sono stati resi pubblici, l'ex Ministero degli Affari DigitaliJanusz Cieszyński ha confermato che il governo polacco e i servizi segreti polacchi erano a conoscenza delle scoperte dal maggio precedente. È stato inoltre rivelato che l'Agenzia di Sicurezza Interna (ABW) aveva presentato una denuncia contro Newag nell'ottobre 2022, riguardo agli incidenti di manipolazione del software sopra menzionati, alla procura di Nowy Sącz, che inizialmente aveva minimizzato il caso fino a quando le scoperte non sono diventate di dominio pubblico. A quel punto, l'indagine è stata trasferita alla procura regionale di Cracovia per sospetti reati ai sensi dell'articolo 269 §1 e dell'articolo 286 §1 del codice penale polacco.
Newag ha negato con forza le accuse di aver disabilitato intenzionalmente il proprio software, sostenendo invece che SPS stesse diffondendo una teoria del complotto per evitare penali contrattuali dovute all'incapacità di riparare i treni. Newag ha anche affermato che non esistono prove che dimostrino che siano loro gli autori del software o che le modifiche siano state introdotte da loro, annunciando azioni legali contro SPS e il gruppo Dragon Sector per diffamazione.
Il gruppo di hacker Dragon Sector ha successivamente tenuto una presentazione al 37º Chaos Communication Congress (37C3) ad Amburgo il 27 dicembre 2023, dove ha spiegato dettagliatamente il processo di debug del software dei treni e i risultati ottenuti.
Il 17 gennaio 2024, il Comitato Parlamentare per la Lotta all'Esclusione dal Trasporto del Sejm ha convocato un'udienza riguardante le accuse sopra menzionate, alla quale hanno partecipato rappresentanti del team Dragon Sector, Newag, operatori ferroviari e membri del Sejm.
Newag ha successivamente intentato una causa per violazione del diritto d'autore contro Dragon Sector e SPS. La prima udienza si è tenuta presso il Tribunale distrettuale di Varsavia il 28 agosto 2024.